# Georg Hettich
Georg Hettich, né le 12 octobre 1978 à Furtwangen, est un spécialiste du combiné nordique allemand. 

## Carrière
Il fait ses débuts au haut niveau international en 1997 avec une participation aux Championnats du monde junior où il est médaillé d'argent par équipe. Dans la Coupe du monde, il apparait pour la première fois en 2000 à Schonach (20e) avant d'obtenir son premier podium en janvier 2002 à Liberec.
Son plus grand succès est le titre olympique obtenu aux Jeux olympiques de Turin en 2006, ce qui reste sa seule victoire individuelle dans l'élite. Il a devancé durant l'individuel Gundersen Felix Gottwald après avoir dominé la manche de saut à ski. Déjà médaillé d'argent par équipes en 2002, il obtient le même métal dans cette épreuve et la médaille de bronze en sprint. Il a terminé sa carrière en 2010 après sa participation aux Jeux olympiques de Vancouver.

## Palmarès

### Jeux olympiques
| Épreuve / Édition | Épreuve / Édition | Salt Lake City 2002              | Turin 2006                       | Vancouver 2010                   |
| Sprint            | Sprint            | -                                | Bronze                           | Épreuve inexistante à cette date |
| Gundersen         | Gundersen         | 34e                              | Or                               | Épreuve inexistante à cette date |
| Gundersen         | PT                | Épreuve inexistante à cette date | Épreuve inexistante à cette date | -                                |
| Gundersen         | GT                | Épreuve inexistante à cette date | Épreuve inexistante à cette date | 24e                              |
| Par équipes       | Par équipes       | Argent                           | Argent                           | -                                |

### Championnats du monde
| Épreuve / Édition | Épreuve / Édition | Trondheim 1997                   | Lahti 2001 | Val di Fiemme 2003 | Oberstdorf 2005 | Sapporo 2007 |
| ----------------- | ----------------- | -------------------------------- | ---------- | ------------------ | --------------- | ------------ |
| Sprint            | Sprint            | Épreuve inexistante à cette date | 13e        | 4e                 | 7e              |              |
| Gundersen         | Gundersen         |                                  | 48e        | 4e                 | 22e             | 29e          |
| Par équipes       | Par équipes       | 6e                               |            | Argent             | Argent          |              |

### Coupe du monde
- Meilleur classement général : 6e en 2003 et en 2006.
- 11 podiums individuels, mais 0 victoire.
- 6 podiums par équipe dont 2 victoires à Schonach.
- dernière participation : en 2010.